# Jingouhe (köpinghuvudort i Kina, Xinjiang Uygur Zizhiqu, lat 44,31, long 85,68)
Jingouhe (kinesiska: 金沟河, 金沟河镇) är en köpinghuvudort i Kina. Den ligger i den autonoma regionen Xinjiang, i den nordvästra delen av landet, omkring 160 kilometer väster om regionhuvudstaden Ürümqi. Antalet invånare är 12 154. Befolkningen består av 5 730 kvinnor och 6 424 män. Barn under 15 år utgör 19,0 %, vuxna 15-64 år 72 %, och äldre över 65 år 7,0 %.
Runt Jingouhe är det glesbefolkat, med 16 invånare per kvadratkilometer. Närmaste större samhälle är Sandaohezi, 5,3 km väster om Jingouhe. Trakten runt Jingouhe består i huvudsak av gräsmarker.
Genomsnittlig årsnederbörd är 287 millimeter. Den regnigaste månaden är juli, med i genomsnitt 53 mm nederbörd, och den torraste är februari, med 11 mm nederbörd.